# Список утраченных фильмов России (1913)
Список утраченных фильмов России (1913) — список утраченных фильмов Российской империи отснятых в 1913 году, отсортированный в алфавитном порядке. Все фильмы (кроме фильмов-балетов «Вакханалия» и «Коппелия») художественные.

## Легенда
Разделительная полоса
 Комментарий; критика фильма

## Список
| Название | Жанр                                               | Киностудия                                 | Режиссёр | Актёры |
| --- | -------------------------------------------------- | ------------------------------------------ | --- | --- |
| «Najmilszy ze zlodziei» | комедия                                            | «Муза»                                     | реж. Сигизмунд Веселовский | Адольф Станислав Поленский (Йозеф Каржеч, грабитель), Мария Ольская (жена), Сигизмунд Веселовский (муж) |
| |                                                    |                                            | | |
| «Адрес Лулу» | трюковая комедия                                   | фабрика «Вита»                             | реж. Владимир Гельгардт | Юрий Юрьевский |
| |                                                    |                                            | | |
| «Аннета хорошо поужинала» | фарс                                               | т/д «А. Дранков и А. Талдыкин»             | реж. Николай Улих | Николай Улих (барон), Арабельская |
| В. Вишневский назвал фильм непристойным, грубым и порнографическим. |                                                    |                                            | | |
| |                                                    |                                            | | |
| «Ашантка» | драма                                              | Товарищество «Сфинкс»                      | реж. Казимеж Каминский | Мария Дулеба (Владка), Зоя Вежейская (её мать), Владислав Гробовский (граф Зборовский), Казимеж Каминский (барон Нольский), Ядвига Данилович-Ярашова (Эла, приятель Владки), Мария Дуниковская (дама), Стефан Яраш (банкир), Мура Калиновская, Карол Карлинский (Йозеф)                                                      |
| |                                                    |                                            | | |
| «Балканская царица» // по одноимённой драме чернигорского князя Николая |                                                    | т/д «Харитонова»                           | | |
| |                                                    |                                            | | |
| «Бедные овечки» // экранизация одноимённого театрального фарса | фарс                                               | т/д «Р. Перский»                           | реж. Борис Светлов | С. Борисов, Борис Светлов, Бендов |
| |                                                    |                                            | | |
| «Бич мира» // экранизация одноимённого театрального фарса | драма                                              | товарищество «Вита»                        | реж. Владимир Гельгардт | С. Борисов, Борис Светлов, Бендов |
| |                                                    |                                            | | |
| «Больной» |                                                    |                                            | | |
| |                                                    |                                            | | |
| «Борец под чёрной маской» | приключенческий фильм                              | товарищество «Вита»                        | реж. Николай Брешко-Брешковский, Владимир Гельгардт                                                                               | Николай Брешко-Брешковский, Чудовская, Лебедев, Корсаров, Орлов. |
| Лихачёв отмечает, что впервые создан первообраз современного сценария; пишет, что фильм являлся первой пробой большой картины из цирковой жизни и имел крупный успех благодаря своим трюкам. |                                                    |                                            | | |
| |                                                    |                                            | | |
| «Вакханалия» // киносъёмка танцев из оперы К. Сен-Санса «Самсон и Далила». | фильм-балет                                        | «Братья Пате (Московское отделение)»       | реж. реж. Кай Ганзен, опер. Жорж Мейер                                                                                            | солисты Большого театра Екатерина Гельцер и Леонид Жуков |
| |                                                    |                                            | | |
| «Вам такие сцены не знакомы» // фильм поставлен в качестве иллюстрации к докладу Михаила Бонч-Томашевского «Синематограф или театр — кто победит?». | кинодекламация                                     | т/д «А. Ханжонкова»                        | реж. Пётр Чардынин, Клавдия Новицкая                                                                                              | Пётр Чардынин, Клавдия Новицкая |
| |                                                    |                                            | | |
| «Великосветские бандиты» |                                                    | т/д «А. Дранков и А. Талдыкин»             | реж. оператор Николай Козловский                                                                                                  | |
| |                                                    |                                            | | |
| «Веселин» |                                                    | Товарищество «Вита»                        | реж. Владимир Гельгардт | |
| |                                                    |                                            | | |
| «Вечный странник» // экранизация одноимённого рассказа Осипа Дымова | драма из еврейской жизни                           |                                            | | |
| |                                                    |                                            | | |
| «Во власти тёмной силы» | авантюрно-приключенческая драма из цирковой жизни  | т/д «А. Дранков и А. Талдыкин»             | реж. Борис Чайковский, Николай Козловский                                                                                         | Пионтковская |
| |                                                    |                                            | | |
| «Война зверей» |                                                    |                                            | | |
| |                                                    |                                            | | |
| «Вольная птица» | драматический эпизод современной жизни             | Фабрика «Стар»                             | реж. Евгений Бауэр опер. Константин Бауэр сцен. В. Демерт                                                                         | Нина Чернова (Занда, певица), В. Демерт (Нико, брат Занды, скрипач), М. Голубков (граф), Ю. Колтыш (профессор пения) |
| |                                                    |                                            | | |
| «Вор и любовник» | комедия                                            | т/д «Р. Перский»                           | реж. Владимир Кузнецов | |
| |                                                    |                                            | | |
| «Вот мчится тройка» |                                                    |                                            | | Иван Мозжухин |
| |                                                    |                                            | | |
| «Галька» // экранизация одноимённой оперы И. Манюшко |                                                    | «Космофильм»                               | реж. Казимеж Каминский опер. Станислав Зебель                                                                                     | Станислав Кнаке-Завадзкий, Старская |
| |                                                    |                                            | | |
| «Где Матильда?» | фарс                                               | «Танагра» и «Биоскоп»                      | реж. Арнольд Быстрицкий, Георг Якоби сцен. Анатолий Каменский                                                                     | Елена Смирнова, Константин Варламов |
| |                                                    |                                            | | |
| «Гибель „Надежды“» |                                                    |                                            | | |
| |                                                    |                                            | | |
| «Дачный роман дяди Пуда» | комедия                                            | т/д «А. Дранков и А. Талдыкин»             | реж. сцен., реж. Борис Чайковский, опер. Николай Козловский                                                                       | Виктор Авдеев (дядя Пуд) |
| |                                                    |                                            | | |
| «Двумужница» // По одноимённой пьесе Майзеля | драма из еврейской жизни                           | Товарищество «Космофильм»                  | реж. реж. Авраам Каминский, опер. Станислав Зебель                                                                                | Вера Заславская (Роза), Исаак Арно, Миша Фишзон (Иосиф Гутман), Елена Готлиб (Шая, мать Розы), Самуил Ландау, Ида Каминская (Бэла), Айзик Самберг (Израиль), Израилис, Арон Поляков |
| |                                                    |                                            | | |
| «Девять пальцев» | драма-гиньоль                                      | «Братья Пате (Московское отделение)»       | реж. сцен, реж. Максимилиан Гарри, опер. Жорж Мейер, худ. Чеслав Сабинский                                                        | Максимилиан Гарри (доктор Павел) |
| |                                                    |                                            | | |
| «Дикарь» | психологическая драма                              | т/д «А. Дранков и А. Талдыкин»             | реж. Александр Иванов-Гай опер. Николай Козловский                                                                                | |
| |                                                    |                                            | | |
| «Драма на охоте» // Экранизация одноимённой повести А. П. Чехова | Товарищество                                       | «Художество»                               | реж. сцен., реж. Александр Гурьев, опер. Луи Форестье, худ. Сергей Козловский                                                     | |
| |                                                    |                                            | | |
| «Дубровский» // экранизация одноименного романа А. С. Пушкина | драма                                              | Товарищество «Художество»                  | реж. Алексей Гурьев опер. Луи Форестье сцен. Алексей Гурьев                                                                       | А. Бестужев (Владимир Дубровский), Николай Панов (его отец) |
| В газете «Живой журнал» критическая заметка отмечает хорошо сыгранную роль Проскурова, хорошую передачу вражды между соседями; а также слабость последней части. Форестье, в своих воспоминаниях, отмечает, что фильм понравился публике. Вишневский, напротив, говорит о том, что кроме либретто и безразличных отзывов о фильме ничего не известно. |                                                    |                                            | | |
| |                                                    |                                            | | |
| «Душегубец» | Любовная драма                                     | Товарищество «Танагра», общество «Биоскоп» | реж. Георг Якоби | Юрий Юрьев (Роберт де Роэ) |
| |                                                    |                                            | | |
| «Дядя Пуд — враг кормилиц» | фарс                                               | т/д «А. Дранков и А. Талдыкин»             | реж. Юрий Юрьевский опер. Николай Козловский сцен. Юрий Юрьевский                                                                 | |
| |                                                    |                                            | | |
| «Дядя Пуд на свидании» | фарс                                               | т/д «А. Дранков и А. Талдыкин»             | реж. Юрий Юрьевский опер. Юрий Юрьевский сцен. Николай Козловский                                                                 | |
| |                                                    |                                            | | |
| «Единственный сын» | комедия                                            | «Русское кинематографическое товарищество» | реж. Николай Петров опер. Иван Фролов сцен. А. Свирский                                                                           | |
| |                                                    |                                            | | |
| «Жажда власти» |                                                    |                                            | | |
| |                                                    |                                            | | |
| «Жакомино — враг шляпных булавок» | трюковая комедия                                   | Товарищество «Вита»                        | реж. Владимир Гельгардт | клоун Жакомино, А. Куприн (шофёр), Николай Брешко-Брешковский |
| |                                                    |                                            | | |
| «Жакомино жестоко наказан» | трюковая комедия                                   | Товарищество «Вита»                        | реж. Владимир Гельгардт | клоун Жакомино, А. Куприн, Николай Брешко-Брешковский |
| |                                                    |                                            | | |
| «Женщина, которая улыбалась» | бульварно-приключенческий фильм из жизни полусвета | т/д «А. Дранков и А. Талдыкин»             | реж. Борис Чайковский опер. Николай Козловский сцен. Николай Насакин-Симбирский                                                   | Пионтковская, Зелинский |
| |                                                    |                                            | | |
| «Живой портрет невесты» | трюковая комедия                                   | Товарищество «Вита»                        | реж. Владимир Гельгардт | |
| |                                                    |                                            | | |
| «Жизнь, как она есть» | психологическая драма                              | Товарищество «Вита»                        | реж. Владимир Гельгардт | |
| |                                                    |                                            | | |
| «Жилец с патефоном» | комедия                                            | т/д «Ханжонкова»                           | реж. Пётр Чардынин опер. Александр Рылло сцен. Василий Гончаров                                                                   | Иван Лазарев (муж), Шмитгоф, Орлов |
| |                                                    |                                            | | |
| «За честь русского знамени» | драма                                              | т/д «Тиман и Рейнгардт»                    | реж. Яков Протазанов опер. Жорж Мейер худ. Чеслав Сабинский                                                                       | Елизавета Тиман |
| |                                                    |                                            | | |
| «Завет матери» |                                                    | драма «Топорков и Винклер»                 | реж. Владимир Касьянов опер. Антонио Серрано                                                                                      | Максимилиан Гарри |
| |                                                    |                                            | | |
| «Записки сумасшедшего» | Кинодекламация                                     | т/д «А. Ханжонкова»                        | | |
| |                                                    |                                            | | |
| «Запорожец за Дунаем» |                                                    |                                            | | Трофим Поддубный |
| |                                                    |                                            | | |
| «Защита Ченстохова» |                                                    |                                            | реж. Эдвард Пухальский | |
| |                                                    |                                            | | |
| «Зеркало души» |                                                    |                                            | | |
| |                                                    |                                            | | |
| «Из огня в полымя» | фарс                                               |                                            | | Борис Светлов (Светлов) |
| |                                                    |                                            | | |
| «Как рыдала душа ребёнка» | лирическая драма                                   | т/д «Тиман и Рейнгардт»                    | реж. Яков Протазанов опер. Александр Левицкий, Жорж Мейер сцен. Яков Протазанов худ. Чеслав Сабинский                             | Елизавета Тиман, «семилетняя босоножка» Тима Вален |
| интересная попытка создания музыкально-пластического фильма с участием танцовщицы. |                                                    |                                            | | |
| |                                                    |                                            | | |
| «Как хороши, как свежи были розы…» | драма                                              | т/д «Тиман и Рейнгардт»                    | реж. Яков Протазанов сцен. Яков Протазанов худ. Чеслав Сабинский                                                                  | Владимир Шатерников, Михаил Тамаров, Варвара Янова |
| |                                                    |                                            | | |
| «Кара Божия» | драма                                              | т/д ««Тиман и Рейнгардт»»                  | опер. Александр Левицкий сцен. Яков Протазанов худ. Чеслав Сабинский                                                              | Владимир Шатерников, Михаил Тамаров, Варвара Янова |
| |                                                    |                                            | | |
| «Клеймо прошедших наслаждений» | драма (?)                                          | т/д «Тиман и Рейнгардт»                    | реж. Яков Протазанов опер. Александр Левицкий, Жорж Мейер                                                                         | Александр Волков, Владимир Максимов |
| |                                                    |                                            | | |
| «Ключи счастья» // экранизация одноимённого романа Анастасии Вербицкой | драма                                              | т/д «Тиман и Рейнгардт»                    | реж. Владимир Гардин, Яков Протазанов (консультант) опер. Александр Левицкий, Жорж Мейер сцен. В. Тодди худ. Чеслав Сабинский (?) | Владимир Максимов (барон Штейнбах), Владимир Шатерников (дядя Штейнбаха, сумасшедший еврей), Ольга Преображенская (Маня Ельцова), М. Троянов (Нелидов), Койнарский (Ян), Александр Волков (Гарольд, поэт-революционер), Жасмен (Соня Горлянко), Елизавета Уварова (мать Мани), Владимир Гардин (дядя), Токарский (брат Мани) |
| Пуришкевич — лидер Союза архангела Михаила потребовал в госдуме запрета на картину. В нескольких городах фильм снят с экрана, а Министерство Народного просвещения издало циркуляр запрещающий гимназистами и учащимся реальных училищ смотреть фильм «под страхом исключения». Прекрасная постановка и исполнение.                                   |                                                    |                                            | | |
| |                                                    |                                            | | |
| «Княгиня Бутырская» // экранизация одноимённого романа А. Пазухина | психологическая драма                              | т/д «Ханжонкова»                           | реж. Пётр Чардынин опер. Александр Рылло худ. Борис Михин                                                                         | Иван Лазарев (князь Бутырский), Татьяна Шорникова |
| |                                                    |                                            | | |
| «Княжна Дуду» | пьеса из великосветской жизни                      | «Русское кинематографическое общество»     | реж. Николай Ларин опер. Иван Фролов сцен. Анатолий Каменский                                                                     | Николай Ларин (Крюковский), Смирнова, Евгений Боронихин, Пальм, Дольский |
| Согласно Б. Лихачёву, фильм «имел посредственный успех» и снова вышел на экран «только через несколько лет». |                                                    |                                            | | |
| |                                                    |                                            | | |
| «Коко не хочет быть благотворителем» | комедия                                            | Товарищество «Вита»                        | реж. Владимир Гельгардт | Шмитгоф, Чудовская |
| |                                                    |                                            | | |
| «комедия смерти» |                                                    | «Братья Пате (Московское отделение)»       | реж. Кай Ганзен опер. Жорж Мейер худ. Чеслав Сабинский                                                                            | Алексей Бестужев, Владимир Максимов |
| Картина разоблачает «лиги самоубийц». |                                                    |                                            | | |
| |                                                    |                                            | | |
| «Коппелия» // по одноимённому балету Лео Делиба, хореография Александра Горского | фильм-балет                                        | «Братья Пате (Московское отделение)»       | реж. Кай Ганзен опер. Жорж Мейер худ. Чеслав Сабинский                                                                            | солисты Большого театра Екатерина Гельцер (Сванильда), Леонид Жуков (Франц), Владимир Рябцев (Коппелиус) |
| |                                                    |                                            | | |
| «Красное яичко» | трюковая комедия                                   | Товарищество «Вита»                        | реж. Владимир Гельгардт | |
| |                                                    |                                            | | |
| «Кровавая слава» | драма                                              | Фабрика «Стар»                             | реж. Евгений Бауэр, Александр Брянский опер. Николай Козловский сцен. Г. Бауэр                                                    | В. Демерт (доктор Демерт), Михаил Саларов (художник Ходотов), Эмма Бауэр (курсистка Нюра), Лина Бауэр (Вера Светлова) |
| В «Кровавой славе» легко обнаружить специфические для Бауэра приёмы драматического построения фильмов. |                                                    |                                            | | |
| |                                                    |                                            | | |
| «Кручина» // экранизация одноимённой пьесы И. Шпажинского |                                                    | «Братья Пате (Московское отделение)»       | реж. Кай Ганзен опер. Жорж Мейер худ. Чеслав Сабинский                                                                            | Р. Адельгейм |
| |                                                    |                                            | | |
| «Купленный муж» | драма                                              | т/д «Тиман и Рейнгардт»                    | реж. Яков Протазанов опер. Александр Левицкий сцен. С. Гарин худ. Ч. Сабинский                                                    | Елена Смирнова, Александр Рудницкий |
| По воспоминаниям Протазанова, благодаря этому фильму его пригласили в Италию, где он имел возможность смотреть, как ставят фильмы. В этом фильме Сабинский произвёл замену театрального реквизита реалистическим: «устройство щитов, паркета, полировки и обклеивания павильона настоящими обоями».                                                   |                                                    |                                            | | |
| |                                                    |                                            | | |
| «Лесная сказка» | драма                                              |                                            | реж. Евгений Бауэр опер. Николай Козловский сцен. В. Демерт худ. Евгений Бауэр                                                    | В. Демерт (барон, сосед агронома), Нина Чернова (Надя), М. Голубков (отец Нади, помещик), И. Судьбинин (жених Нади, агроном) |
| Вишневский отметил, что это драма заслуживающая внимания. Одна из первых и удачнейших постановок Бауэра, давшая старт карьере кинорежиссёра. |                                                    |                                            | | |
| |                                                    |                                            | | |
| «Любовь и смерть» // экранизация романа Якова Гордина | драма                                              | Товарищество «Космофильм»                  | реж. Наум Липковский опер. Станислав Зебель сцен. Мойжеш Рихтер                                                                   | Эстер-Рохл Каминская (Берта), Вера Заславская (Ида), Григорий Вайсман (Моршеле Гуц), Яков Либерт (Луис Коршунский), Зина Гольдштейн, Ида Каминская |
| |                                                    |                                            | | |
| «Любовь японки» | драма из недавнего прошлого                        | «Братья Пате (Московское отделение)»       | реж. Кай Ганзен, Яков Протазанов опер. Жорж Мейер сцен. Сергей Гарин худ. Чеслав Сабинский                                        | Гонако Оота, А. Рудницкий, Елена Смирнова |
| |                                                    |                                            | | |
| «Мазепа» // экранизация по сюжету поэмы А. С. Пушкина «Полтава» | драма                                              | Южнорусское ателье «Родина»                | реж. Данил Сахненко опер. Данил Сахненко худ. Е. Шалик                                                                            | |
| |                                                    |                                            | | |
| «Маленькие бандиты» | короткометражная трюковая комедия                  | т/д «Дранков и Талдыкин»                   | реж. Николай Козловский | труппа лилипутов |
| |                                                    |                                            | | |
| «Медвежья охота в Пярну» |                                                    |                                            | реж. Пяясоке Иоханнес | |
| Интересный политической направленностью аллегорический памфлет. |                                                    |                                            | | |
| |                                                    |                                            | | |
| «Муж в сундуке, жена налегке» // сюжет заимствован из театрального фарса | комедия                                            |                                            | | |
| |                                                    |                                            | | |
| «Муза» | драма                                              | Товарищество «Топорков и Винклер»          | реж. Владимир Касьянов опер. Антонио Серрано                                                                                      | |
| Полная настроения картина без сладкого характера французских мелодрам. |                                                    |                                            | | |
| |                                                    |                                            | | |
| «На кавказском курорте» | комедия                                            | т/д «Ханжонкова»                           | реж. Пётр Чардынин сцен. Пётр Чардынин                                                                                            | В. Брянский (Брянский), А. Сорин, Татьяна Шорникова, Н. Семёнов |
| |                                                    |                                            | | |
| «На чужой каравай рта не разевай» | комедия                                            | Предприятие «Русь»                         | реж. Владимир Сашин | Владимир Сашин |
| |                                                    |                                            | | |
| «Нахлебник» |                                                    |                                            | реж. Владимир Касьянов | |
| |                                                    |                                            | | |
| «Не в духе» // по одноимённому рассказу А. П. Чехова |                                                    |                                            | | |
| |                                                    |                                            | | |
| «Невеста огня» | драма                                              | «Братья Пате (Московское отделение)»       | реж. Кай Ганзен опер. Жорж Мейер худ. Чеслав Сабинский                                                                            | |
| |                                                    |                                            | | |
| «Ночь в гареме» | фарс                                               | Фабрика «Вита»                             | реж. Владимир Гельгардт | М. Петипа |
| |                                                    |                                            | | |
| «Ночь под Рождество» // экранизация сцен из повести Н. В. Гоголя | киноэтюд                                           |                                            | реж. Трофим Поддубный | |
| |                                                    |                                            | | |
| «Ночь соломенного вдовца» | комедия                                            | Предприятие «Танагра»                      | реж. Георг Якоби, Арнольд Быстрицкий                                                                                              | К. Варламов |
| |                                                    |                                            | | |
| «О чём рыдала скрипка» | драма из цирковой жизни                            | т/д «Тиман и Рейнгардт»                    | реж. Яков Протазанов опер. Александр Левицкий, Жорж Мейер худ. Чеслав Сабинский                                                   | М. Рейзен, В. Рябцев, Александр Волков |
| |                                                    |                                            | | |
| «Обманутый муж» |                                                    |                                            | реж. Евгений Петров-Краевский опер. Иван Фролов                                                                                   | |
| |                                                    |                                            | | |
| «Обрыв» | драма                                              | т/д «А. Дранков и А. Талдыкин»             | реж. Анатолий Долинов сцен. Анатолий Долинов                                                                                      | Ведринская (Вера), Вивьен (Райский), Анатолий Долинов (Тычков) |
| |                                                    |                                            | | |
| «Огарки» | драма                                              | «Гомон (Московское отделение)»             | реж. Владимир Кривцов | |
| |                                                    |                                            | | |
| «Отец и сын» |                                                    | т/д «А. Дранков и А. Талдыкин»             | опер. Николай Козловский | |
| |                                                    |                                            | | |
| «Петля смерти» | трюковой приключенческий фильм                     | Товарищество «Вита»                        | реж. Николай Брешко-Брешковский опер. Владимир Гельгардт сцен. Михаил Мартов                                                      | Николай Брешко-Брешковский |
| «Пошлейший детектив». |                                                    |                                            | | |
| |                                                    |                                            | | |
| «Петух и Пегас» | объёмная мультипликация                            |                                            | реж. Владислав Старевич | |
| |                                                    |                                            | | |
| «Погоня за славой» | комедия                                            |                                            | сцен. Владимир Маяковский | |
| |                                                    |                                            | | |
| «Под гнётом злой воли» | драма                                              | Товарищество «Волга»                       | реж. Николай Ларин опер. И. Доред                                                                                                 | В. Пионтковская, Рокотов |
| |                                                    |                                            | | |
| «Покорение Кавказа» | историческая драма                                 | т/д «Ханжонкова»                           | реж. Василий Гончаров опер. Николай Ефремов сцен. Н. Мамонтов                                                                     | Шахатуни (Шамиль) |
| |                                                    |                                            | | |
| «Покорение Кавказа» | историческая хроника                               | т/д «А. Дранков и А. Талдыкин»             | реж. Людвиг Черни, Симон Эсадзе опер. Николай Козловский                                                                          | Валериан Гуниа, Н. Эристов, Владимир Гвишиани |
| На рынке одновременно стартовали две абсолютно одинаковые картины; следует заметить, что Дранков создал заслуживающий внимания фильм. |                                                    |                                            | | |
| |                                                    |                                            | | |
| «Поруганная честь Акбулата» // фильм по поэме Лермонтова «Аул Бастунжи» | драма из кавказской жизни                          | т/д «А. Дранков и А. Талдыкин»             | реж. Людвиг Черни опер. Николай Козловский                                                                                        | |
| |                                                    |                                            | | |
| «Предательский след» | мелодрама                                          | Товарищество «К. Ганзен и Ко»              | реж. Кай Ганзен опер. П. Боскен сцен. Кай Ганзен                                                                                  | |
| |                                                    |                                            | | |
| «Преступление и наказание» // экранизация одноимённого романа Ф. М. Достоевского | драма                                              | т/д «А. Дранков и А. Талдыкин»             | реж. Иван Вронский опер. Николай Козловский сцен. Иван Вронский                                                                   | Павел Орленев (Раскольников), Иван Вронский (Порфирьев), В. Зимовой |
| |                                                    |                                            | | |
| «Преступная страсть» // драма |                                                    | т/д «А. Дранков и А. Талдыкин»             | реж. Евгений Бауэр опер. Николай Козловский сцен. Борис Чайковский худ. Евгений Бауэр                                             | Нина Чернова (Луиза), Петр Кашевский (граф Альфред, жених Луизы), А. Мичурин (барон Берг, отец Луизы), П. Вольский |
| Выдающаяся по выполнению, постановке и игре картина. Издание Московские ведомости требовали строгой и литературно-нравственной цензуры. В Петербурге фильм вовсе запретили под предлогом безнравственности. |                                                    |                                            | | |
| |                                                    |                                            | | |
| «Прислуга в наши дни» |                                                    | т/д «Р. Перский»                           | опер. Носке | |
| |                                                    |                                            | | |
| «Пьянство и его последствия» |                                                    |                                            | | Иван Мозжухин |
| |                                                    |                                            | | |
| «Разбитая ваза» // по мотивам произведения А. Апухтина |                                                    | т/д «Тиман и Рейнгардт»                    | опер. Александр Левицкий худ. Чеслав Сабинский                                                                                    | Владимир Максимов, Александр Волков, Варвара Янова |
| |                                                    |                                            | | |
| «Ранняя могила» | психологическая драма                              | Товарищество «Топорков и Винклер»          | реж. Владимир Касьянов опер. Антонио Серрано сцен. Владимир Касьянов                                                              | |
| |                                                    |                                            | | |
| «Роман русской балерины» | трюковая драма                                     | «Танагра»                                  | реж. Георг Якоби, Арнольд Быстрицкий сцен. Николай Брешко-Брешковский                                                             | Е. Смирнова, К. Варламов |
| |                                                    |                                            | | |
| «Рукою матери» |                                                    |                                            | реж. Яков Протазанов | Софья Гиацинтова |
| |                                                    |                                            | | |
| «Самоубийцы» |                                                    | Кинофабрика «Вита»                         | реж. Владимир Гельгардт опер. Владимир Гельгардт                                                                                  | |
| |                                                    |                                            | | |
| «Сапожник Лейба» | драма из еврейской жизни                           | Товарищество «С. Минтус»                   | реж. Евгений Славинский | артисты Варшавского еврейского театра |
| |                                                    |                                            | | |
| «Сделайте ваше одолжение» | комедия                                            |                                            | реж. Яков Протазанов | |
| |                                                    |                                            | | |
| «Синий огонь» | любовная драма                                     | Фабрика «Вита»                             | реж. Владимир Гельгардт | |
| |                                                    |                                            | | |
| «Сказка любви дорогой» |                                                    |                                            | опер. Григорий Дробин | |
| |                                                    |                                            | | |
| «Сказка о рыбаке и рыбке» // экранизация одноименной сказки А. С. Пушкина | сказка                                             | А/О «А. Ханжонков и Ко»                    | реж. Александр Иванов-Гай опер. Владислав Старевич сцен. Александр Иванов-Гай                                                     | Николай Семенов (старик), Прасковья Максимова (старуха) |
| |                                                    |                                            | | |
| «Скандал на маскараде» |                                                    | Фабрика «Вита»                             | реж. Владимир Гельгардт | |
| |                                                    |                                            | | |
| «Скупой рыцарь» | кинодекламация                                     | Ателье «А. Ханжонкова»                     | | |
| |                                                    |                                            | | |
| «Слушай, Израиль!» // экранизация одноимённой пьесы Осипа Дымова | драма                                              | Товарищество «С. Минтус»                   | реж. Авраам Каминский | |
| |                                                    |                                            | | |
| «Сны мимолётные, сны беззаботные снятся лишь раз» // по стихотворению Минского «Тянутся по небу тучи тяжёлые» | лирическая (сентиментальная) драма                 | т/д «Тиман и Рейнгардт»                    | реж. Александр Волков, Александр Левицкий опер. Жорж Мейер худ. Чеслав Сабинский                                                  | Елизавета Тиман, Александр Волков (поэт) |
| Не затрагивающая глубокого ума и сердца милая и наивная картина в стиле первой половины XIX столетия. |                                                    |                                            | | |
| |                                                    |                                            | | |
| «Степной богатырь» // экранизация одноимённого романа Н. Г. Салова |                                                    | т/д «Р. Перский»                           | реж. Борис Чайковский опер. Носке сцен. Борис Чайковский                                                                          | |
| |                                                    |                                            | | |
| «Страшная месть» // экранизация одноимённой повести Н. В. Гоголя | драма                                              | А/О «А. Ханжонков и Ко.»                   | реж. Владислав Старевич опер. Владислав Старевич худ. Владислав Старевич                                                          | Вячеслав Туржанский (Бурумбаш), Иван Мозжухин (колдун), Павел Кнорр, Ольга Оболенская (Катерина) |
| Постановка не уступает крупным кинематографическим зарубежным фабрикам. |                                                    |                                            | | |
| |                                                    |                                            | | |
| «Страшная месть горбуна К.» | уголовно-приключенческий фильм                     | т/д «А. Дранков и А. Талдыкин»             | реж. Евгений Бауэр опер. Николай Козловский сцен. Владимир Гарлицкий худ. Евгений Бауэр                                           | Пётр Кашевский (Кирилли Кудрявых, горбун-миллионер), Вера Гордина (Лидия, дочь профессора), Александр Варягин. Уголовно-приключенческий фильм с бульварным сюжетом о преступлении горбуна-миллионера. |
| Режиссёр поражает своим пёстрым, хамелеоноподобным видом внимания. |                                                    |                                            | | |
| |                                                    |                                            | | |
| «Суфражистка, или мужчины, берегитесь» | комедия                                            | т/д «А. Дранков и А. Талдыкин»             | | |
| |                                                    |                                            | | |
| «Сын палача» | драма                                              |                                            | реж. Яков Протазанов | Владимир Максимов |
| |                                                    |                                            | | |
| «Тайна барского дома» | драма                                              | Товарищество «Топорков и Винклер»          | реж. Владимир Касьянов опер. Альфонс Винклер                                                                                      | Тарасов |
| |                                                    |                                            | | |
| «Тайна портрета профессора Инсарова» | психологическая драма мистического характера       | т/д «А. Дранков и А. Талдыкин»             | реж. Евгений Бауэр опер. Николай Козловский сцен. Николай Насакин-Симбирский                                                      | Р. Адельгейм (профессор Инсаров), Н. Салин (курсистка Таня Киреева) |
| |                                                    |                                            | | |
| «Тайная сила» | драма                                              | Товарищество «С. Минтус»                   | | |
| |                                                    |                                            | | |
| «Тайны Киева, или процесс Бейлиса» | драма                                              | Студия «Светотень» и т/д Creo              | реж. Иосиф Сойфер | Е. Малькевич-Ходоковская (Вера Чеберяк), Степан Кузнецов (Красовский), Иосиф Сойфер (Сингаевский) |
| |                                                    |                                            | | |
| «Трагедия еврейской курсистки» // экранизация романа Авраама Шомера «В море и на острове Эллис» | драма                                              | Товарищество «Мирограф»                    | реж. Мирон Гроссман | Фахлер (Адель Вайзекинд) |
| |                                                    |                                            | | |
| «Трагедия с брюками» | комедия                                            | т/д «А. Дранков и А. Талдыкин»             | реж. Юрий Юрьевский опер. Николай Козловский                                                                                      | |
| |                                                    |                                            | | |
| «У портного» |                                                    |                                            | | |
| |                                                    |                                            | | |
| «Убийцы» |                                                    |                                            | | |
| |                                                    |                                            | | |
| «Убой» // экранизация одноимённой пьесы Якова Гордина | драма                                              | Товарищество «Космофильм»                  | реж. Авраам Каминский опер. Станислав Зебель                                                                                      | Эстер-Рохл Каминская, Ида Каминская, Григорий Вайсман, Яуов Либерт, Самуил Ландау, Мойжеш Шпиро, Юдиуш Адлер |
| |                                                    |                                            | | |
| «Утопленница» // экранизация одноимённой пьесы Якова Гордина | драма                                              |                                            | | Рудольф Заславский, Вера Заславская, Миша Фишзон, Израиль Арко, Кущинский, Ханя Брагинская, Брандеска |
| |                                                    |                                            | | |
| «Фальшивый купон» // по одноимённому рассказу Л. Н. Толстого | драма                                              | т/д «Ханжонкова»                           | реж. Пётр Чардынин опер. Владислав Старевич сцен. Пётр Чардынин                                                                   | Павел Бирюков, Николай Семёнов |
| удовлетворительная драма с несколькими сильными местами. |                                                    |                                            | | |
| |                                                    |                                            | | |
| «Хаз-Булат» | драма                                              | т/д «А. Ханжонкова»                        | реж. Василий Гончаров опер. Николай Ефремов сцен. Василий Гончаров                                                                | Иван Мозжухин, Балла, Шахатуни |
| |                                                    |                                            | | |
| «Час возмездия пробил» | драма                                              | «Космофильм»                               | | Старицкая |
| |                                                    |                                            | | |
| «Четыре чёрта» | объёмная мультипликация                            |                                            | реж. Владислав Старевич | |
| |                                                    |                                            | | |